# Révolte d'Abu Yazid
 (avril 2024).
Si vous disposez d'ouvrages ou d'articles de référence ou si vous connaissez des sites web de qualité traitant du thème abordé ici, merci de compléter l'article en donnant les références utiles à sa vérifiabilité et en les liant à la section « Notes et références ».
La révolte d'Abu Yazid est une révolte qui opposa les partisans d'Abu Yazid qui était majoritairement de la tribu Banu ifran aux Fatimides de Mahdia. Débutée en 935, elle est dirigée par Abu Yazid et se solde par une défaite des insurgés en 947. L'essentiel des troupes étaient des Berbères Zénètes de la tribu des Banu Ifren de l'Aurès en actuelle Algérie.

## Contexte
Abu Yazid était un kharijite qui enseigna à Tihert, capitale du royaume rostamide, en actuelle Algérie. En l'an 909, les Fatimides envahissent son royaume et il se réfugie à Takyus. Il y enseigne notamment le principe d'obligation de révolte contre le sultan. Il est déclaré infidèle par les Fatimides.

## Déroulement
En l'an 928, il gagna assez de partisans dans les Aures pour qu'après la mort de Ubayd Allah, en l'année 934, Il leva l'étendard de la révolte,. Il s'y montra à une foule de Berbères, majoritairement de la tribu des banu ifren. Diverses tribus le rejoignirent. Il défit le gouverneur de Baghaï qui, en représailles, l'attaqua et alla assiéger cette ville. N'ayant pu réussir, il s'enfuit et demanda à la tribu Bani Wasin d'assiéger Tuzer, ce qu'elle réussit en l'an 945. Il s'empara de Tebessa, de Baghaï et de Mermadjenna. Quand Al Qaym apprit cette révolte, il chargea Misur de combattre les rebelles et dépêcha vers Béja un corps d'armée sous les ordres de son affranchi Bochra. Abu Yazid attaqua Beja, obligeant les armées du califat de se réfugier à Tunis.
Abu Yazid et ses hommes mirent le feu à Beja après s'être livré au pillage. Une des armées de Bochra, venue de Tunis, fut mise en déroute et ce dernier s'enfuit alors de cette ville. Ses habitants se soumirent à Abu Yazid. Kairouan fut obligé de capituler. Le gouverneur de Raqqada attendait de voir Misur quand l'ennemi fit son apparition et assiégea la ville. Abu Yazid réussit à la prendre et elle fut livrée au pillage. Misur partit enfin pour attaquer les rebelles mais échoua et pris la fuite.
Les Beni Kemlan tuèrent Misur et portèrent sa tête en triomphe dans les rues de Kairouan. Pendant ce temps-là, les Fatimides se préparèrent pour le siège de Mahdia et firent appel à plusieurs soldats kutama. Ils prièrent Ziri ibn Menad (prince des Sanhadja) de leur amener des renforts. Vers janvier 945, Abu Yazid vint à leur rencontre et débuta le siège. Les habitants de la ville résistèrent et les armées de Abu Yazid se sont retirées. Abu Yazid entreprit alors de renforcer ses troupes et dévasta l'empire fatimide. Ces derniers envoyèrent leurs soldats pour combattre les révoltes et soutint une tentative d'assassinat contre Abu Yazid qui se solda par un échec. Abu Yazid eut à gérer plusieurs soulèvements des habitants dus au mauvais traitement des soldats.
Les Fatimides commencèrent à reprendre des territoires et Abu Yazid fut blessé au combat par Ziri ibn Menad. Ce dernier fut capturé et mourut de ses blessures.